# Sarney Filho
José Sarney Filho GOMM (São Luís, 14 de junho de 1957), também conhecido como Zequinha Sarney, é um advogado e político brasileiro, filiado ao Partido Verde (PV) e atualmente secretário do Meio Ambiente do Distrito Federal. Foi ministro do Meio Ambiente em duas ocasiões durante os governos Fernando Henrique Cardoso e Michel Temer. Pelo Maranhão, foi deputado federal por nove mandatos, secretário para Assuntos Políticos no governo Cafeteira e deputado estadual.

## Biografia
Nascido em uma família estreitamente ligada à política, José Sarney Filho é filho de José Sarney e de Marly Sarney. Seu pai exerceu o quinto mandato de senador e foi presidente da República entre 1985 e 1990. É também irmão da ex-governadora do Maranhão, Roseana Sarney, e do empresário Fernando Sarney.

### Carreira política
José Sarney Filho iniciou sua trajetória na vida pública ainda jovem pela Aliança Renovadora Nacional (ARENA), em 1970. Eleito deputado estadual pelo Maranhão em 1978, migrou para o Partido Democrático Social (PDS) e foi eleito para o seu primeiro mandato de deputado federal em 1982. Por ocasião da sucessão presidencial deflagrada ao final do governo João Figueiredo, deixou o partido em 1986 e ingressou no Partido da Frente Liberal (PFL), atual União Brasil (União), e foi reeleito em 1986, 1990, 1994, 1998 e 2002.
Afastou-se do mandato para ocupar os cargos de Secretário para Assuntos Políticos do Estado do Maranhão, em 1988 e entre 1989 e 1990, e de Ministro do Meio Ambiente no governo de Fernando Henrique Cardoso, a partir de 1º de janeiro de 1999. Em março do mesmo ano, foi admitido por FHC à Ordem do Mérito Militar no grau de Grande-Oficial especial. Foi exonerado em 5 de março de 2002 após o rompimento de seu partido com o governo.
Desde 2005, está filiado ao Partido Verde (PV) e foi reeleito em 2006, 2010 e 2014, sendo um de seus principais líderes no Congresso Nacional e estando em seu nono mandato consecutivo.
Em maio de 2016, assumiu novamente o cargo de Ministro do Meio Ambiente, no governo interino de Michel Temer. Em abril de 2018, deixou o ministério para se candidatar ao Senado Federal pelo Maranhão. No entanto, terminou a disputa em terceiro lugar, com aproximadamente 13% dos votos. No segundo turno, Sarney Filho declarou apoio ao candidato Jair Bolsonaro (PSL) na corrida presidencial. Em novembro de 2018, foi anunciado para chefiar a pasta do meio ambiente, do governo do Distrito Federal. O convite foi feito pelo então governador eleito, Ibaneis Rocha (MDB).

### Escândalos envolvendo dinheiro público
Sarney Filho em 2010 foi atingido pela Lei da Ficha Limpa. Sua candidatura chegou a ser impugnada pelo Ministério Público Eleitoral (MPE) do Maranhão. Ele foi acusado de abuso de poder econômico pelo fato de a prefeitura do município de Pinheiro, cujo prefeito era seu aliado, ter criado um link em sua página para a homepage do então deputado em 2006. O presidente do PV no Maranhão foi condenado a pagar uma multa e, segundo o MPE, isso o tornaria inelegível, conforme a lei complementar 135/2010. No entanto, após recorrer ao Tribunal Regional Eleitoral, o deputado conseguiu manter o registro de sua candidatura.
Em 2009, Sarney Filho foi investigado pelo Ministério Público por ter usado sua cota parlamentar de passagens aéreas para viajar com a família para o exterior. Entre julho de 2007 e julho de 2008, a Câmara pagou oito passagens para Marco Antônio Bogéa, colaborador do empresário Fernando Sarney, irmão do deputado. Também utilizou uma aeronave da FAB para se deslocar a Fernando de Noronha para uma reunião de um dia, mas ficou quatro dias. Sem vínculo funcional com a Casa, Bogéa usou a cota de Sarney Filho, à época líder do PV na Câmara.
Em setembro de 2015, a CPI da Petrobras recebeu das mãos do deputado Jorge Solla (PT-BA) cópias de documentos da contabilidade extraoficial da Odebrecht do fim da década de 1980 com registros de pagamento de propina a políticos das obras executadas naquela época. No material, entregue ao delegado Bráulio Cézar Galloni, coordenador-geral da Polícia Fazendária, constava o nome do deputado José Sarney Filho. 

### Vida pessoal
De seu primeiro casamento com Lucialice Cordeiro, José Sarney Filho teve três filhos: Adriano Sarney e os gêmeos Marcos e Gabriel. Seu quarto filho, Daniel Sarney, mora no Canadá, com a mãe, a antropóloga Annette Leibing. Atualmente, Sarney Filho é casado com Camila Serra, mãe de seu quinto e último filho, João José Sarney, nascido em 2006.